# Walther Eidlitz
Walther Eidlitz, född den 28 augusti 1892 i Wien, död  den 28 augusti 1976 i Vaxholm, var en österrikisk författare, religionshistoriker och bhaktiutövare. 

## Biografi
Eidlitz var från början skönlitterär författare med dikter, noveller och romaner. Han företog långa utländska resor under 1930-talet, då han flera gånger besökte Sverige och lärde känna framstående kulturpersonligheter, såsom Verner von Heidenstam och Selma Lagerlöf.
Eidlitz religiösa och filosofiska intresse förde honom 1938–1946 till Indien, där han under en period satt i interneringsläger på grund av andra världskriget. Under denna tid konverterade han till hinduismen.
Sedan 1952 var han bosatt i Sverige. Han blev hedersdoktor vid Lunds universitet 1975.